# Eupithecia amathes
Euphitecia amathes es una especie de polilla de la familia Geometridae. La especie fue descrita por primera vez por Louis Beethoven Prout habiendo sido descrita en 1926, con distribución en la República del Congo. El holotipo de la especie fue descrita en los alrededores de Birunga, Karissimbi en Uganda.